# Gecse
Gecse is een plaats (község) en gemeente in het Hongaarse comitaat Veszprém. Gecse telt 469 inwoners (2005).